# Kazasjka reka
Kazasjka reka (bulgariska: Казашка река) är ett distrikt i Bulgarien.   Det ligger i kommunen Obsjtina Avren och regionen Oblast Varna, i den östra delen av landet, 400 km öster om huvudstaden Sofia.
Trakten runt Kazasjka reka består till största delen av jordbruksmark. Runt Kazasjka reka är det ganska glesbefolkat, med 34 invånare per kvadratkilometer.